# TMA7
TMA7 (англ. Translation machinery associated 7 homolog) – білок, який кодується однойменним геном, розташованим у людей на 3-й хромосомі. Довжина поліпептидного ланцюга білка становить 64 амінокислот, а молекулярна маса — 7 066.
| 10         |  | 20         |  | 30         |  | 40         |  | 50         |
| ---------- |  | ---------- |  | ---------- |  | ---------- |  | ---------- |
| MSGREGGKKK |  | PLKQPKKQAK |  | EMDEEDKAFK |  | QKQKEEQKKL |  | EELKAKAAGK |
| GPLATGGIKK |  | SGKK       |  |            |  |            |  |            |

A: Аланін

D: Аспарагінова кислота

E: Глутамінова кислота

F: Фенілаланін

G: Гліцин

I: Ізолейцин

K: Лізин

L: Лейцин

M: Метіонін

P: Пролін

Q: Глутамін

R: Аргінін

S: Серин